# Liatongus ancorifer
Liatongus ancorifer là một loài bọ cánh cứng trong họ Bọ hung (Scarabaeidae).